# 乾生鈴子香
乾生鈴子香（学名：Chelonopsis siccanea）为唇形科铃子香属下的一个种。

## 扩展阅读
- 維基物種上的相關：干生铃子香